# وینفرد دنک
وینفرد دنک (انگلیسی: Winfried Denk؛ زادهٔ ۱۲ نوامبر ۱۹۵۷) فیزیک‌دان اهل آلمان است.
وی همچنین برندهٔ جوایزی همچون جایزه کاولی شده‌است.